# Nuraški sveti vodnjak
Nuraški sveti vodnjak je tipična sardinska hipogejska bronastodobna struktura za čaščenje voda. Razpršeni po vsem otoku, skupaj z grobovi velikanov in megaronskimi templji, pričajo o globoki religioznosti nuraškega prebivalstva. Ti templji so bili kraj romanja in obredov: verjamejo, da so se v določenih obdobjih leta različne nuraške populacije tega območja zbirale v njihovi bližini.

## Arhitektura
Najstarejši templji so bili zgrajeni v slogu nuragov, s kamnitimi bloki, ki niso bili popolnoma kvadratni; sčasoma so bili zgrajeni z večjo natančnostjo. Najpogostejši tip je sestavljen iz okroglega vodnjaka, zgrajenega iz kamnitih blokov, do katerega so dostopali po stopnicah, ki so se spuščale do nivoja vode. So jasen primer arhitekturnega mojstrstva nuražanov in dokaz njihovega spoštovanja do vodnih virov.

### Tipologija
V celotnem obdobju obstaja tripartitna tipologija arhitekture.
1. Tip kiklopski zid. Stavba je zgrajena iz grobo obdelanih blokov.
2. Vrsta stene Opus isodomum. Kamni so obdelani in položeni v ravne plasti, da ustvarijo dobro strukturo in simetrijo.
3. Poligonalni tip sten

Najbolje ohranjeni (ali obnovljeni) večji kompleksi vodnjakov so: Sa Testa in Milis pri Olbiji, Predio Canopoli pri Perfugasu, hipogej San Salvatore pri Cabrasu, Santa Anastasia (Sardara) v Sardari, Santa Cristina pri Paulilatinu, Santa Vittoria, Sos Nurattolos Buddusò in Serra Niedda pri Sorsu. Fino oblikovan, nekoliko drugačen vodnjak, velikanov grob in okrogel tempelj (Capanna circolare) je na Nuraghe Noddule blizu Bittije.

### Rotonde
Rotonde so znane v nekaterih insulah (skupinah koč okoli osrednjega dvorišča) v nuraški vasi Su Nuraxi di Barumini, pa tudi v drugih sardinskih nuraških kompleksih. Najbolj znan je najverjetneje nuraški kompleks Sa Sedda 'e Sos Carros iz Oliene s premerom le 2,5 m in vsebuje vrsto visokih reliefov, ki prikazujejo ovnove glave, na katerih ustje je povezan kanal, ustvarjen v debelini zidu, ki je verjetno prinašal vodo in omogočal izvajanje kultov, povezanih z vodo samo. Ker je rotonda del insule, je veljalo, da je lahko kult domači ali družinski in ne javni. Vendar pa je odkritje druge rotunde veliko večjih dimenzij leta 2004 (približno 6 m v premeru) omogočilo znanstvenikom, da predlagajo, da bi se lahko rotunde uporabljale tudi za kulte, povezane s potrebami skupnosti s politično in reprezentativno vrednostjo.[4]

## Datacija
V preteklosti so mislili, da so bili zgrajeni med 8. in 6. stoletjem pr. n. št. Najnovejše ugotovitve pa so arheologe pripeljale do ocene, da templji izvirajo iz časa, ko je obstajala tesna povezava med mikenskima kraljestvoma, Kreto in Sardinijo (okoli leta 1300 pr. n. št.). Skoraj zanesljivo datiranje izhaja iz nedavnih izkopavanj v Svetem vodnjaku Funtana Coberta blizu Ballaa, kjer ni popolnoma železnodobne nuraške keramike, medtem ko so najdbe iz Egeja. Vodnjak Ballao je bil verjetno zgrajen v pozni bronasti dobi in opuščen nekaj stoletij kasneje.

## Galerija
- Sveti vodnjak Santa Cristina
- Reconstrukcija svetega vodnjaka Funtana Coberta
- Tolos Funtana Coberta well
- Sa Testa, Olbia
- Sveti vodnjak Santa Cristina
- Podzemni tolosi templja Santa Cristina
- Tempelj nuraškega vodnjaka v Serriju
- Nulvi, sveti vodnjak Irrù
- Su Tempiesu, detajl
- Perfugas - Sveti vodnjak Predio Canopoli

## Arheoastronomija
Po mnenju nekaterih znanstvenikov arheoastronomije bi bili sveti vodnjaki lahko lunarni in sončni observatoriji. Zlasti sveti vodnjak Santa Cristina bi bil po Lebeufu astronomski observatorij »med najpopolnejšimi v antiki«: luna pravzaprav odseva vsakih 18,16 let na vodi na dnu vodnjaka, skozi okulus (zgornjo luknjo) tolosa, ob njegovi največji deklinaciji v mesečnem ciklu. Posebna konformacija izodomne mutacije vodnjaka Santa Cristina z zgornjo vrstico, ki je nekoliko odmaknjena od spodnje, bi omogočila meritev, ki bi jo opredelili odsevi mesečine glede na položaj zvezde. Vse to bi bil dokaz globokega astronomskega znanja nuraških ljudstev.
Opazovanje sonca je prav tako del možnih nuraških kultov, zlasti skozi dostopno stopnišče do vodnjaka, kot je izpostavil Juvanec za vodnjak svete Anastazije iz Sardare. Skupni učinek sonca skozi okulus tolosa in stopnice bi predstavljal razlikovalni element tega svetega vodnjaka. Juvanec sam poudarja, da so dostopne stopnice različnih pregledanih vodnjakov različno orientirane (samo sv. Anastazija je orientirana proti jugu), kar bi lahko zasenčilo teorijo sončnega observatorija. Drugi sveti vodnjaki imajo neposredne dostopne stopnice v jugozahodnem in jugovzhodnem kvadrantu, vendar nikoli povsem proti jugu.
Hipoteze, ki vidijo svete vodnjake kot lunarne ali sončne opazovalnice, so bile neuspešne glede na rekonstrukcije, ki so jih potrdili arheologi, po katerih sta tako lažna kupola kot preddverje svetih vodnjakov imela dvignjene strukture s strehami, ki so dosegale precejšnje višine in ki bi zato zaprle dostop sončnim in luninim žarkom ne samo iz okulusa tolosa, ampak tudi iz stopnišča, ki vodi do svete vode. Po Moravettiju je bil na primer vodnjak Santa Cristina opremljen z dvignjeno strukturo, ki je popolnoma prekrivala okulus tolosa za možno astronomsko uporabo. Vendar je treba povedati, da je delno uničen vodnjak Is Pirois v Villaputzu, ki ima strukturo, ki gleda na tolos vodnjaka (v nekaterih opisih označen kot nuragi z enim stolpom), in je prav tako prekrit s tolosom, zgornjo luknjo dna tolosa je odprto.